# Jacinto Caamaño
Jacinto Caamaño Moraleja (Madrid, 8 de septiembre de 1759–29 de noviembre de 1829) fue un oficial naval español, recordado por ser el líder de la última gran exploración española de las costas del Pacífico del Noroeste de Norteamérica, ahora Alaska (EE.UU) y la Columbia Británica (Canadá). También fue caballero de la Orden de Calatrava.

## Biografía
Jacinto Caamaño Moraleja nació en Madrid el 8 de septiembre de 1759 en el seno de una familia aristocrática de Galicia, cuyo hogar estaba cerca de Santiago de Compostela. Su padre era Juan Fernández de Caamaño y su madre, Mariana Moraleja Alocén. Entró en la Armada Española a los 18 años, y dos años más tarde, ya era alférez de navío. 
Unos años más tarde formó parte de una expedición político-comercial a Constantinopla para establecer relaciones comerciales con Turquía, Polonia y Rusia. Tras un rápido viaje en 1787 a Cuba, fue elegido después, en 1789, por Juan Francisco de la Bodega y Quadra –en ese momento al frente del departamento mexicano de San Blas, en la costa del Pacífico de México, con sede en San Blas, el puerto principal de la exploración de la costa del Pacífico noroeste– como integrante de un grupo de jóvenes oficiales para que fuesen asignados a la exploración de las costas del Pacífico noroeste. En ese momento ya era teniente de fragata y le acompañaba su cuñado, Francisco de Eliza, que se distinguirá como gobernador del Fuerte de San Miguel, en el estrecho de Nutca, en la costa occidental de la isla de Vancouver. En el barco en que viajaban a México iba el recientemente nombrado virrey de Nueva España, Don Juan Vicente de Güemes Pacheco y Padilla, 2º conde de Revillagigedo. 

### Exploraciones
El 3 de febrero de 1790 Caamaño participó en una expedición a la costa noroeste norteamericana del océano Pacífico. Estaba al mando de la fragata Nuestra Señora del Rosario (también conocida como La Princesa), de 189 toneladas, construida en San Blas para la exploración del Norte. No fue más allá de Nutca en ese viaje, pero en su siguiente viaje, dos años más tarde, en 1792, llegó hasta la bahía de Bucareli, en la actual Alaska, al mando de la fragata Aránzazu, una corbeta construida en Cavite, en las islas Filipinas. Llevaba como piloto a Juan Pantoja y Arriaga y a Juan Zayas como segundo piloto. En 1792 gran parte de la costa occidental norteamericana ya había sido visitada por exploradores europeos, pero algunas áreas habían sido pasadas por alto, como la parte sur de isla Príncipe de Gales. Esta expedición hizo un estudio exhaustivo de la costa, desde Bucareli a Nutca, cartografiando las costas de los actuales estados de Alaska y la Columbia Británica, nombrando muchos accidentes que aún se conservan en la actualidad.
Navegando desde Nutca el 13 de junio de 1792, Caamaño, ya con el grado de teniente de navío, exploró la bahía de Bucareli, aguas afuera de la isla Príncipe de Gales (hoy Alaska) y ancló en la entrada Dixon el 20 de julio. Luego exploró hacia el sur, pasando por el canal del Príncipe (Príncipe Channel), el Nepean Sound, el Whale Sound, cerca del archipiélago de islas del Grupo Estevan; a continuación, entró en el canal que ahora lleva su nombre (el Caamaño Sound) y siguió al sur a través del canal Laredo (Laredo Channel), entre la isla Aristazabal y la isla Princesa Real, volviendo a Nutca el 7 de septiembre de 1792.
Caamaño nombró el canal Príncipe, el canal de Laredo, la isla Campania, el Campania Sound, la isla Aristazabal y la isla Gil. Numerosos nombres bautizados por Caamaño han sobrevivido, como la bahía de Córdoba, el canal de Revillagigedo, las bocas de Quadra, y en lo que ahora se llama paso Caamaño, la isla Zayas (en honor de su segundo piloto).
No fue publicado hasta mucho después ningún informe sobre el viaje de Caamaño y sus descubrimientos permanecieron ignorados, aunque George Vancouver, al parecer, se habría reunido con él y obtenido copias de sus mapas, sobre todo de las zonas al norte de la entrada Dixon. Vancouver recorrió las mismas aguas un año más tarde y adoptó gran parte de sus nombres en sus propios mapas.

### Final de carrera y familia
Después de haber completado con éxito su viaje a Alaska, Caamaño fue enviado, después de una breve estancia en San Blas, a cruzar el océano Pacífico hasta las Filipinas. De 1794 a 1807 se desempeñó en diversos cargos entre México y Perú, habiéndose casado en uno de esos viajes con Francisca de Arteta Santistevan, que le dio ocho hijos. En 1820 vivía aún en Guayaquil, el lugar de nacimiento de su hija menor, pero nada se sabe de la fecha y lugar de su muerte. Algunos de sus descendientes han vivido en el Ecuador, en particular su nieto, José Plácido Caamaño, que llegó a ser presidente de la República del Ecuador. También han sido notables sus bisnietos Jacinto Jijón y Caamaño, aristócrata, historiador y político, y Ernesto Noboa y Caamaño, reconocido poeta.

## Legado
La isla Camano, una pequeña isla (103 km²) en aguas del estrecho de Puget, fue nombrada en honor de Jacinto Caamaño, así como el estrecho de Caamaño, en el límite norte de la que también se llama isla Jacinto. Otros nombres españoles en las inmediaciones del Caamaño Sound son Campania Sound, punta Estevan e isla Aristazabal. También lleva su nombre el pasaje Caamaño (Caamaño Passage), un paso situado al noroeste de la ciudad de Prince Rupert, entre las islas de Dundas y Zayas.